# Odessa A'zion
 (septembre 2023).
La mise en forme du texte ne suit pas les recommandations de Wikipédia : il faut le « wikifier ».
Les points d'amélioration suivants sont les cas les plus fréquents. Le détail des points à revoir est peut-être précisé sur la page de discussion.
- Les titres sont pré-formatés par le logiciel. Ils ne sont ni en capitales, ni en gras.
- Le texte ne doit pas être écrit en capitales (les noms de famille non plus), ni en gras, ni en italique, ni en « petit »…
- Le gras n'est utilisé que pour surligner le titre de l'article dans l'introduction, une seule fois.
- L'italique est rarement utilisé : mots en langue étrangère, titres d'œuvres, noms de bateaux, etc.
- Les citations ne sont pas en italique mais en corps de texte normal. Elles sont entourées par des guillemets français : « et ».
- Les listes à puces sont à éviter, des paragraphes rédigés étant largement préférés. Les tableaux sont à réserver à la présentation de données structurées (résultats, etc.).
- Les appels de note de bas de page (petits chiffres en exposant, introduits par l'outil «  Source ») sont à placer entre la fin de phrase et le point final[comme ça].
- Les liens internes (vers d'autres articles de Wikipédia) sont à choisir avec parcimonie. Créez des liens vers des articles approfondissant le sujet. Les termes génériques sans rapport avec le sujet sont à éviter, ainsi que les répétitions de liens vers un même terme.
- Les liens externes sont à placer uniquement dans une section « Liens externes », à la fin de l'article. Ces liens sont à choisir avec parcimonie suivant les règles définies. Si un lien sert de source à l'article, son insertion dans le texte est à faire par les notes de bas de page.
- La présentation des références doit suivre les conventions bibliographiques. Il est recommandé d'utiliser les modèles {{Ouvrage}}, {{Chapitre}}, {{Article}}, {{Lien web}} et/ou {{Bibliographie}}. Le mode d'édition visuel peut mettre en forme automatiquement les références.
- Insérer une infobox (cadre d'informations à droite) n'est pas obligatoire pour parachever la mise en page.

Pour une aide détaillée, merci de consulter Aide:Wikification.
Si vous pensez que ces points ont été résolus, vous pouvez retirer ce bandeau et améliorer la mise en forme d'un autre article.
Odessa Zion Segall Adlon, également connue sous les noms d'Odessa A'zion ou Odessa Adlon, née le 17 juin 2000, est une actrice américaine. À la télévision, elle est connue pour ses rôles dans la série Fam, diffusée sur CBS (2019), et également sur la série Netflix Grand Army (2020). Elle apparaît au cinéma dans les films Hellraiser (2022), The Inhabitant (2022) et Until Dawn (2025).

## Biographie
Odessa A'zion est originaire de Los Angeles et a également passé une partie de son enfance à Boston et à Neufahrn, en Allemagne. Elle est la fille de l'actrice Pamela Adlon et du réalisateur allemand Felix O. Adlon, et également la sœur de Gideon Adlon et Valentine "Rocky" Adlon. Son grand-père paternel est le cinéaste allemand Percy Adlon et son grand-père maternel était le scénariste et producteur américain Don Segall, né dans une famille juive. Sa grand-mère maternelle était anglaise, d'origine anglicane, puis s'est convertie au judaïsme.
A'zion a fréquenté la Charter High School of the Arts (CHAMPS).

## Carrière
Initialement créditée sous le nom d'Odessa Adlon, elle a décroché son premier rôle notable en 2017 en tant que Liv dans la saison 5 de Nashville. Elle est apparue au cinéma dans le film Ladyworld en 2018, et dans le film d'horreur Let's Scare Julie, sorti en 2020,, puis dans 2 épisodes de Wayne.
Odessa A'zion a décroché son premier rôle principal en tant que Shannon, la sœur cadette du personnage de Nina Dobrev, dans la sitcom Fam, diffusée sur CBS en 2019. En octobre de la même année, il a été annoncé qu'elle jouerait le rôle de Joey Del Marco dans la série Netflix Grand Army,, avant de voir sa performance acclamée par les critiques.
Par la suite, en 2021, elle a joué dans la comédie indépendante Mark, Mary & Some Other People. En 2022, elle obtient le rôle principal dans le reboot d'Hellraiser ainsi que des rôles secondaires dans Am I Ok ?, Good Girl Jane et The Inhabitant.

## Filmographie

### Cinéma
- 2011 : Conception : L'enfant interviewée
- 2018 : Ladyworld : Blake
- 2020 : Let's Scare Julie : Madison
- 2021 : Supercool : Jaclyn
- 2021 : Mark, Mary & Some Other People : Lana
- 2022 : Am I OK? : Sky
- 2022 : Good Girl Jane : Bailey
- 2022 : Hellraiser : Riley McKendry
- 2022 : The Inhabitant : Tara Haldon
- 2023 : Fresh Kills : Bonnie
- 2023 : Sitting in Bars with Cake : Corinne
- 2024 : Who Am I : Ocd
- 2025 : Until Dawn : La Mort sans fin (Until Dawn) de David F. Sandberg : Nina
- 2025 : Pools : Kennedy
- 2026 : For the Night : Tanner Boers
- 2026 : Nickels : Harper Monroe

### Télévision
- 2016 : Better Things (Série TV) : Defiance
- 2017 : Nashville (Série TV) : Liv
- 2017 : What About Barb? (Téléfilm) : Anna
- 2018 : Love (Série TV)
- 2019 : Wayne (Série TV) : Trish
- 2019 : Fam (Série TV) : Shannon
- 2019 : La Loi de Milo Murphy (Série TV) : Orgaluth
- 2020 : Grand Army (Série TV) : Joey del Marco
- 2022-2025 : Ghosts : fantômes à la maison (Série TV) : Stéphanie
- 2022-2025 : The Tiny Chef Show (Série TV) : Olly / Taro #3 / Tea Bag (Voix)

## Voix françaises
- Marie Tirmont dans : 
  - Grand Army (série télévisée)
  - Hellraiser